# Chinesischer Roseneibisch
Der Chinesische Roseneibisch (Hibiscus rosa-sinensis), auch Chinesische Rose, Zimmer-Hibiskus oder einfach Hibiskus (aber dies ist eigentlich der Name für die Gattung Hibiscus) genannt, ist eine Pflanzenart aus der Familie der Malvengewächse (Malvaceae). Über den Ursprung der Wildform ist nichts bekannt, denn es wurden von den Europäern in vielen Gebieten Asiens bis zu den pazifischen Inseln nur Zuchtformen gesammelt; man vermutet, dass die Heimat von Hibiscus rosa-sinensis das östliche Indien oder China ist. Es gibt viele Sorten, die als Zierpflanze in Parks und Gärten und Zimmern verwendet werden.

## Beschreibung

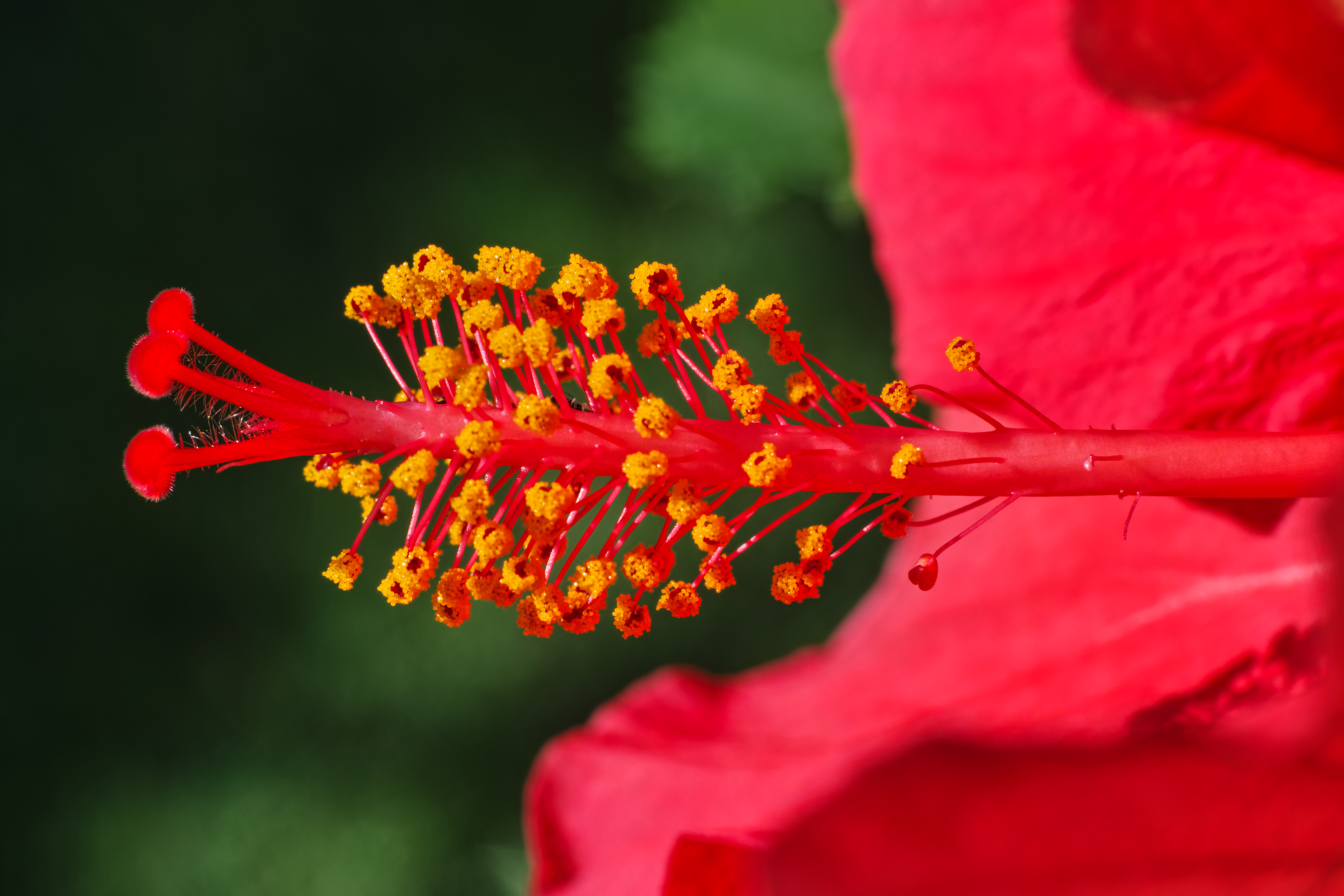
Narben, Staubblätter und Columna eines Hibiscus "Brilliant"

Der Chinesische Roseneibisch wächst als immergrüner Strauch und erreicht Wuchshöhen von 1 bis 3 m. 
Die Laubblätter sind gestielt und einfach. Der Blattstiel ist 5 bis 20 mm lang. Die 4 bis 9 cm lange und 2 bis 5 cm breite Blattspreite ist breit bis schmal eiförmig. Die Blätter sind nur an den Blattadern an der Blattunterseite behaart. Der Blattrand ist gezähnt oder gesägt. Die fadenförmigen Nebenblätter sind behaart und 5 bis 12 mm. 
An 3 bis 7 cm langen Blütenstielen stehen die Blüten einzeln in den Blattachseln. Die zwittrigen, radiärsymmetrischen und fünfzähligen Blüten mit doppelter Blütenhülle weisen einen Durchmesser von 6 bis 10 cm auf, bei manchen Sorten auch mehr. Es gibt auch gefüllte Sorten. Der Außenkelch besitzt sechs bis neun fadenförmige Lappen. Die fünf glockenförmig verwachsenen Kelchblätter sind etwa 1,5 bis 2,5 cm lang und besitzen Sternhaare; die Kelchlappen sind etwa 5 bis 15 mm lang. Die fünf trichterförmig zusammenstehenden, verkehrt-eiförmigen Kronblätter können die unterschiedlichsten Farben aufweisen. Die Kronblätter sind mit der Basis des Androgynophor verwachsen. Bei der Unterfamilie Malvoideae sind die Staubfäden der vielen Staubblätter zu einer den Stempel umgebenden Röhre verwachsen, der sogenannten Columna; es weist meist Längen von 4 bis 8 cm auf. Fünf Fruchtblätter sind zu einem Fruchtknoten verwachsen. Es sind fünf Griffeläste vorhanden mit kopfigen Narben. Sie können das ganze Jahr über blühen.
Es werden fünffächerige Kapselfrüchte gebildet, die eiförmig und etwa 2,5 cm lang sind.
Die Chromosomenzahl beträgt 2n = 84, doch wurden auch schon verschiedene Zahlen von 36 bis 147 beobachtet.

## Verwendung
Sorten von Hibiscus rosa-sinensis werden als Zierpflanzen für Parks, Gärten und Zimmer verwendet. Er ist nicht winterhart; die Umgebungstemperatur sollte 10 °C nicht unterschreiten.
Die Wurzeln, Blätter und Blüten werden roh oder gegart gegessen. Die Blüten werden eingelegt oder zum Färben von Speisen verwendet.
Die Pflanzenteile werden vielseitig medizinisch angewendet.
In Asien verwendet man zum Beispiel den Saft aus den Blütenkronblättern, um Haare, Augenbrauen und die Schuhe schwarz zu färben. Aus den Zweigen werden bis zu 3 m lange Fasern gewonnen.
Stilisierte Hibiskusblüten finden sich als sogenannte Hawaiiblumen auf bunter Sommerkleidung.

## Symbolik
In China gilt der Hibiskus als Symbol für Ruhm, Reichtum und Pracht sowie für die sexuelle Anziehungskraft eines jungen Mädchens. Erwähnt sei die in vielen Varianten bekannte Erzählung Der Hibiskusschirm.
Hibiskus ist seit 1960 die Nationalblume von Malaysia. Ihre fünf Kronblätter symbolisieren die fünf Grundsätze der Nation. Auf Malaiisch wird sie bunga raya genannt, was so viel wie „große Blume“ oder „große Blüte“ heißt.